# 罗伯特议事规则
《罗伯特议事规则》（Robert's Rules of Order，RONR）是一本由美國將領亨利·馬丁·羅伯特於1876年出版的手冊，蒐集並改編美國國會的議事程序，使之普及於美國民間組織，也是目前美國最廣為使用的議事規範。《羅伯特議事規則》歷經百年修改，最新版本（第12版）於2020年發行，由丹尼爾·希柏德（Daniel E. Seabold）、薩謬爾·葛柏（Shmuel Gerber）等議事學者參與修訂。
《罗伯特议事规则》不單是美國的思想，本质上属于对社团和会议进行有效率的民主化运营的經驗做出總結的操作手册，可以为制度设计提供一套守則，可以为不同群体间交换意见、达成和谐提供约定俗成的语法。

## 歷史
《羅伯特議事規則》初版原名為《議事規則袖珍手冊》（Pocket Manual of Rules of Order for Deliberative Assemblies），由美國陸軍准將亨利·馬丁·羅伯特於1876年2月發行，封面上簡稱其書名為《羅伯特議事規則》。此書所規範的議事程序，大多參考自美國眾議院的議事規則，改寫、修正以適用於普通的美國組織。羅伯特對議事程序的興趣始於1863年一場由他擔任主席的教會會議，他在那場會議中深刻體悟自己並不具備主持會議所需的知識。在他日後參與的組織中，他發現來自全美各地的與會者對議事規則有著非常不同的觀點，這些不同往往導致衝突，阻礙組織運作。他最終確信應該要有一本手冊，使各種組織能有相同的議事規則觀念，以講求公平與正義的程序。

## 中文本
- 簡體譯本︰
  - 王宏昌譯本；1995年商務印書館、2014年商務印書館
  - 王海莲譯本；2014年江蘇人民、2017年天津人民出版社
  - 劉士傑譯本；2017年华中科技大学出版社
  - 《罗伯特议事规则（第11版）》；袁天鵬、孫滌譯；格致出版社（上海人民出版社）；2015年︰上海；610頁；ISBN︰9787543225534

相關︰
- - 《罗伯特议事规则简明版（第三版）》；孙涤、袁天鹏、张翼、申鹏远譯；格致出版社；2021年︰上海；192頁；ISBN︰9787543232402
  - 《罗伯特议事规则实践指南——如何进行高效沟通和科学决策》；何非著；百花洲文藝；2018年︰南昌；223頁；ISBN︰9787550027053